# Ente (Fluss)
Der Ente ist ein Fluss mit 14 km Länge in der Region Toskana, Italien, der die Provinzen Grosseto und Siena von Süd nach Nord durchläuft.

## Verlauf
Der Torrente Ente entspringt nahe dem Ortskern von Arcidosso an den westlichen Ausläufern des Berges Monte Amiata und fließt nach Norden. Nach 3 km im Gemeindegebiet tritt er in das von Castel del Piano über, wo er insgesamt 6 km verbleibt und den Ortskern westlich umfließt. Hier trifft er auf den Ortsteil Gallaccino (642 m s.l.m.). Nahe und unterhalb dem Ortsteil Montegiovi passiert er die Mühle Molino del Ponte di Montegiovi und seine Brücke aus dem 14. Jahrhundert, dann tritt von rechts der Vivo und kurz später von links der Zancona (17 km) ein. Danach gelangt er in das westliche Gemeindegebiet von Seggiano (als Grenzfluss zu Castel del Piano im Weinbaugebiet des Montecucco) und tritt in die Provinz Siena ein, wo er für ca. 1 km jeweils das Gemeindegebiet von Castiglione d’Orcia und Montalcino berührt. Danach fließt er als linker Nebenfluss in den Orcia ein.
Nach dem Zweiten Weltkrieg wurden Teile des Flusses in das Acquedotto del Vivo (Acquedotto di Siena) bei Burlana (Presa di Burlana) umgeleitet.

## Bilder

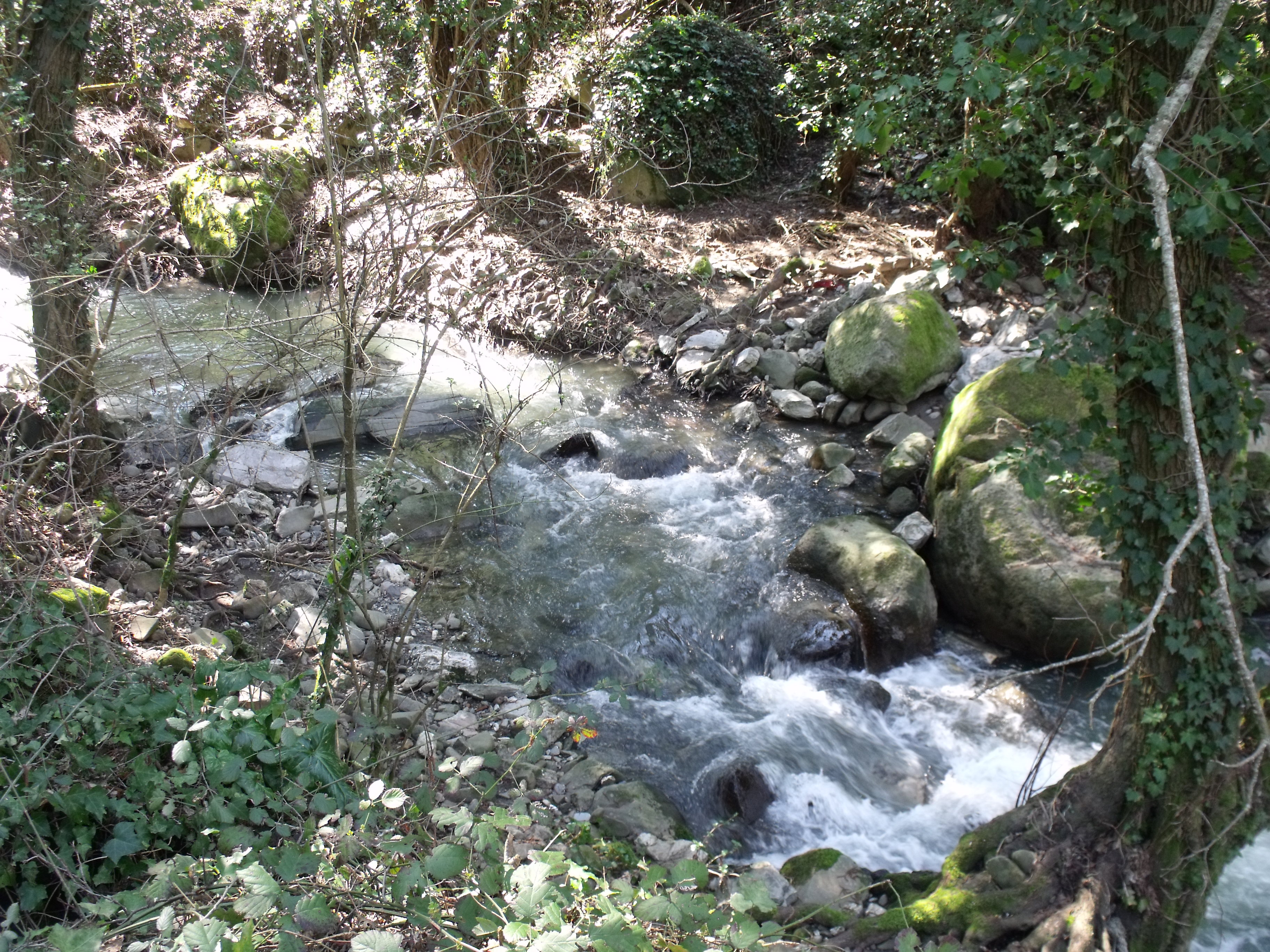
Der Ente am Molino del Ponte (Montegiovi)
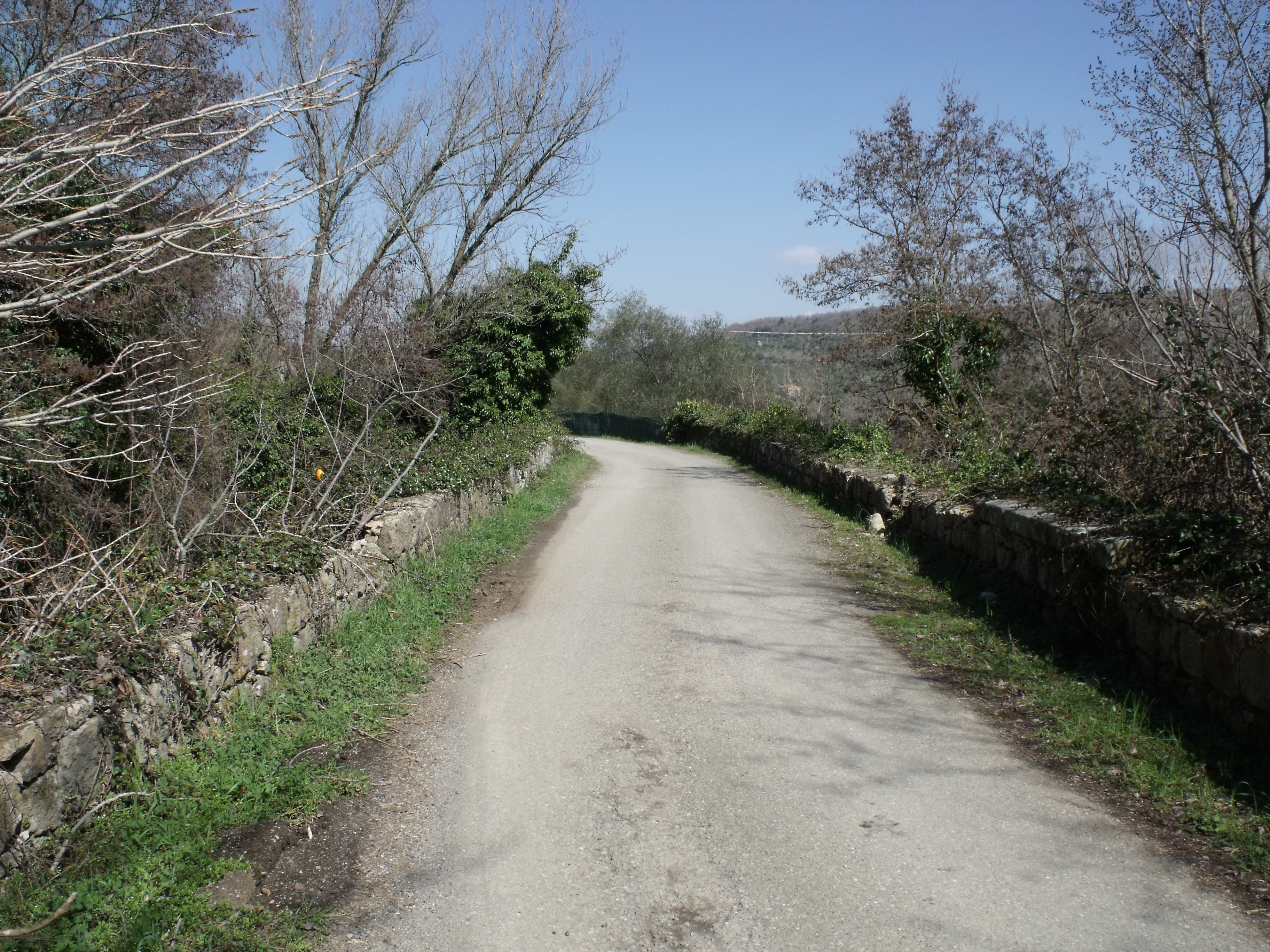
Brücke aus dem 14. Jahrhundert über den Ente bei Molino del Ponte (Montegiovi)
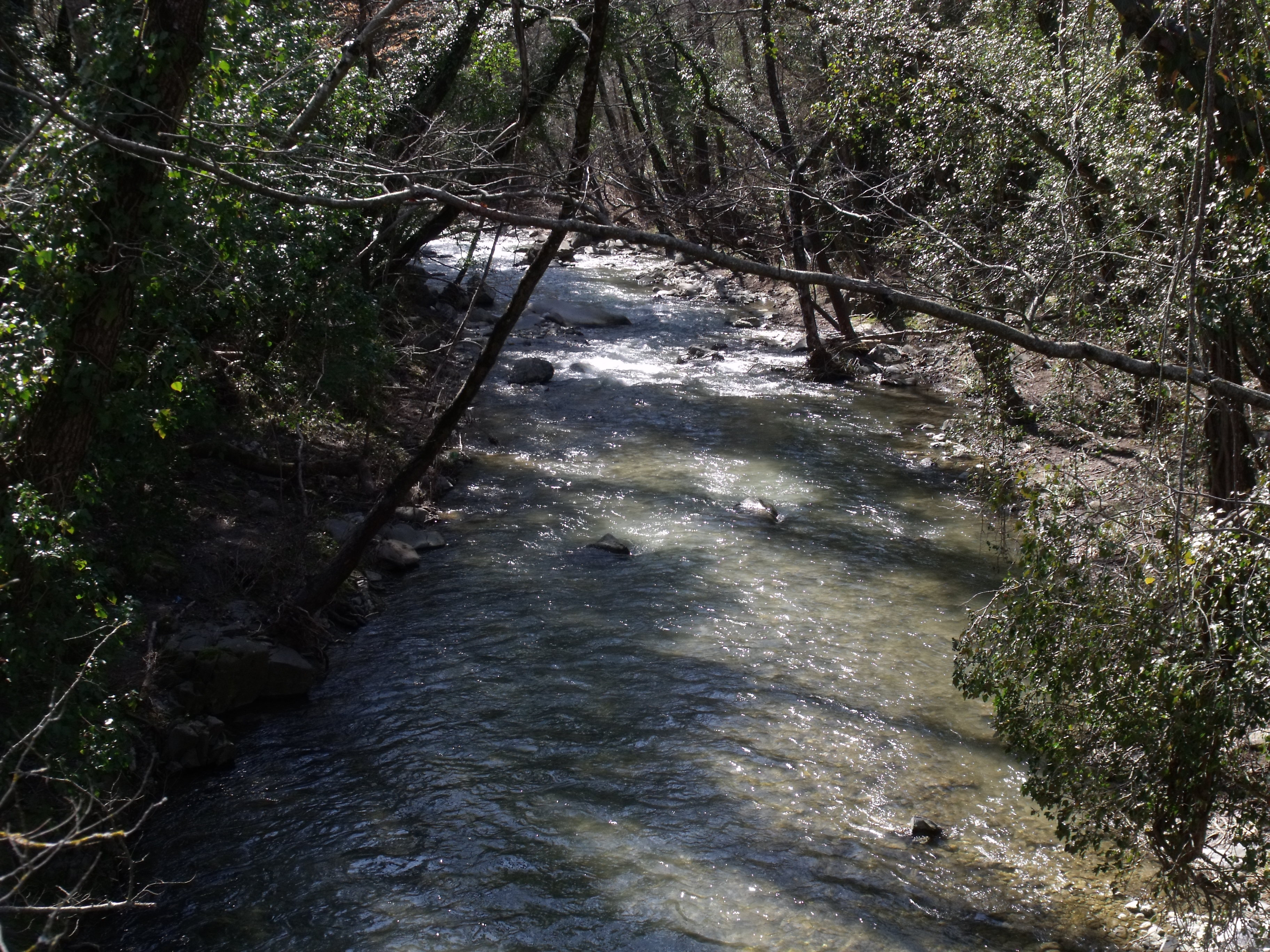
Der Ente bei Pontone (Montegiovi)